# Drumbeg Park
Drumbeg Park är en park i Kanada.   Den ligger i provinsen British Columbia, i den sydvästra delen av landet, 3 600 km väster om huvudstaden Ottawa. Drumbeg Park ligger 30 meter över havet. Den ligger på ön Gabriola Island.
Terrängen runt Drumbeg Park är platt. Havet är nära Drumbeg Park åt sydost. Närmaste större samhälle är Nanaimo, 18,0 km väster om Drumbeg Park. 
Runt Drumbeg Park är det glesbefolkat, med 17 invånare per kvadratkilometer.